# Abelse variëteit
In de algebraïsche meetkunde, de functietheorie en de getaltheorie, die alle drie deelgebieden van de wiskunde zijn, is een abelse variëteit een projectieve algebraïsche variëteit, die tegelijkertijd ook een algebraïsche groep is, dat wil zeggen dat een abelse variëteit een groepswet heeft, die door reguliere functies kan worden gedefinieerd. Abelse variëteiten behoren tot de meest bestudeerde objecten binnen de algebraïsche meetkunde. Zij zijn een onmisbaar gereedschap voor veel onderzoek naar andere onderwerpen in de algebraïsche meetkunde en de getaltheorie.
Abelse variëteiten van dimensie een worden ook elliptische krommen genoemd.

## Geschiedenis en motivatie
In het begin van de negentiende eeuw slaagde de theorie van elliptische functies erin om een basis te leggen voor de theorie van elliptische integralen. De standaardvormen voor elliptische integralen waren de vierkantswortels van kubische en kwartische veeltermen. Wat zou er gebeuren als deze werden vervangen door veeltermen van hogere graad, bijvoorbeeld een vijfdegraadsvergelijking?
In het werk van Niels Abel en Carl Jacobi werd het antwoord geformuleerd: het zou gaan om functies van twee complexe variabelen, met vier onafhankelijke perioden (d.w.z. periodevectoren). Dit gaf de eerste glimp van een abelse variëteit van dimensie 2 (een abels oppervlak): wat nu de Jacobiaan van een hyperelliptische kromme van genus 2 genoemd zou worden.
Na Abel en Jacobi waren enkele van de belangrijkste bijdragers aan de theorie van abelse functies Riemann, Weierstrass, Frobenius, Poincaré en Picard. Het onderwerp was in die tijd erg populair en er bestond al een grote literatuur over.
Tegen het einde van de 19e eeuw begonnen wiskundigen meetkundige methoden te gebruiken in de studie van abelse functies. Uiteindelijk legde Lefschetz in de jaren 1920 de basis voor de studie van abelse functies in termen van complexe tori. Hij lijkt ook de eerste te zijn die de naam "abelse variëteit" gebruikte. Het was André Weil in de jaren 1940 die het onderwerp zijn moderne fundamenten gaf in de taal van de algebraïsche meetkunde.